# 1990-es NAFC-bajnokság
Az 1990-es NAFC-bajnokság, más néven az 1990-es NAFC-nemzetek kupája volt a torna harmadik kiírása. A tornán ezúttal is, hasonlóan az előző két kiíráshoz, három csapat vett részt.

## Mérkőzések
| 1990. május 6. |

| Kanada       | 1–0 | Egyesült Államok |
| ------------ | --- | ---------------- |
| John Catliff |     |                  |

|  |

| 1990. május 10. |

| Mexikó      | 1–0 | Egyesült Államok |
| ----------- | --- | ---------------- |
| Luis Flores |     |                  |

|  |

| 1990. május 13. |

| Kanada       | 2–1 | Mexikó      |
| ------------ | --- | ----------- |
| John Catliff |     | Luis Flores |

|  |

## Góllövőlista
3 gól
- John Catliff

2 gól
- Luis Flores

## Külső hivatkozások
- A torna az RSSSF archívumában